# 大平まさひこ
大平 まさひこ（たいへい まさひこ、本名：尾山 雅彦（おやま まさひこ）、1965年10月13日 - ）は、日本の物真似・漫談師・司会者。旧芸名は大平マサヒコ、事務所に所属しておらずフリーランスで活動。関西高等学校卒業。

## 略歴
岡山県岡山市出身。1987年にタイヘイトリオのタイヘイ夢路の弟子となり、タイヘイ一門に入る。かつては大平シローと漫才コンビを組んでいたこともあったが、3年でコンビを解消している。大平シローとのコンビがきっかけで、1時間ほどの単独ショーをこなせるようになった。また、物真似タレントとしても活動、80人ほどのレパートリーがあるとされる。
北陸地方との縁は、2010年に山代温泉（石川県加賀市）での営業で来訪したのがきっかけで、空き時間を利用して自ら売り込みを続けた。以降は石川県での仕事が増え、現在は同県金沢市に在住している。
趣味はサッカー（元国体大阪代表）で、過去にはサッカーの審判として石川県の高校サッカーの試合や、ツエーゲン金沢公式戦の審判を務めていた。現在では、その経験を生かし、2015年よりツエーゲン金沢公式戦でのスタジアムDJを務めている。サッカーC級指導者、サッカー2級審判インストラクター、サッカー2級審判員、フットサル2級審判員、PADIスクーバダイビング、一級小型船舶操縦士、特殊小型船舶操縦士、中型自動車、大型自動二輪車資格所持。

## 現在の出演番組
テレビ
- 週刊 ツエーゲンTV（北陸放送、2016年2月26日 - ）

ラジオ
- おいね★どいね（北陸放送、2013年4月 - ）[2] - 木曜パーソナリティ[注 1][2]
- 8時に夢中!まさひこベース〜ウチこない?〜（北陸放送、2021年3月29日 - ）[2]
- まんまる (NHKラジオ第一) - 0時台「そのまちのお昼」コーナー (不定期)

## 過去の出演番組
テレビ
- 史上最強のものまねバトル（日本テレビ）
- とんねるずの生でダラダラいかせて!!（日本テレビ）
- 紳助の人間マンダラ（関西テレビ）
- 名探偵山田花子（関西テレビ）
- すぽーつアミーゴ（関西テレビ）
- 熱血!ハイテンション（関西テレビ）
- クイズ紳助くん（朝日放送）なにわ突撃隊メンバー
- オールザッツ漫才（毎日放送）
- ドラマ30 ひとりじゃないの（大岩役。2001年10月1日-11月23日、毎日放送）
- お笑いネットワーク（読売テレビ）
- 元気もんTV（読売テレビ）
- ララバイク（テレビ大阪）
- よしもとはまぐり御門劇場（KBS京都）
- あいらぶ土曜日（岡山放送）
- キリンおいしい工房隊が行く（西日本放送）
- よしもと歌謡大賞（瀬戸内海放送）
- いしかわポジティブ宣言 月曜から絶好調!!（2014年4月 - 2015年3月、北陸放送）準レギュラー
- 絶好調W（北陸放送）[注 2]
- 石川トヨタHAATグループスポーツスペシャル　金沢マラソン2015（2015年11月15日、北陸放送）
- 石川トヨタHAATグループスポーツスペシャル　金沢マラソン2016（2016年10月23日、北陸放送）
- 情報ライブ ミヤネ屋（2017年9月11日、読売テレビ）- テレビ金沢アナウンサー（当時）の馬場ももこが出演した際に、テレビ金沢からの中継に応援隊として出演。
- 金曜プレミアム 全部揃えてみます ～ちょっと自慢できる雑学テレビ～（2017年9月15日、フジテレビ）- 全国で活躍している長渕剛の物真似演者として紹介。
- 石川トヨタHAATグループスポーツスペシャル　金沢マラソン2017（2017年10月29日、北陸放送）
- 石川トヨタHAATグループスポーツスペシャル　金沢マラソン2018（2018年10月28日、北陸放送）
- MROテレビ開局60周年特番 サンキューMリバディ!（2018年12月1日、北陸放送）- 坐間妙子と中継担当。
- 新春!激レアさん駅伝　～名作激レアさんを一挙6時間大放出SP～（2019年1月3日、テレビ朝日）- 「美川憲一そっくり軍団」の一員として出演。
- オードリーさん、ぜひ会ってほしい人がいるんです。（2022年11月21日・11月28日、中京テレビ） - ご当地タレントSP（前編・後編）に出演[3]。
- となりのテレ金ちゃん（テレビ金沢） - 月曜レギュラー（2013年4月 - 2025年3月）[注 3]

ラジオ
- ラジオ突撃隊（朝日放送）
- む雀・ひろみのときめきリクエスト（朝日放送）
- Jリーグオフサイドトーク（朝日放送）
- Jリーグ中継ゲスト解説（ラジオ関西）
- いくよ・くるよのはりきりフライデー（KBS京都）
- おいしさ満点! よしもとラジオ（1999年4月3日-2000年3月25日、福井放送）中田尚希の後任
- FBCラジオ土曜スペシャル（2012年1月7日-?、福井放送）
- 午後はとことん よろず屋ラジオ（2013年4月1日-2014年3月、福井放送）月曜パーソナリティ
- まさひこの夜もファンタジスタ（2013年10月5日-?、福井放送）
- すべるかもしれないRadio（2013年9月30日 - 2014年3月24日、北陸放送）
- ちい姉の、しっかりしろよ！でも、ガンバレ☆年末スペシャル（2013年12月31日・2014年12月31日、北陸放送）
- NEW YEARラジオ（2014年1月1日・2015年1月1日、2016年1月1日、北陸放送）
- あぶない三が日（2014年1月1日 - 2014年1月3日、北陸放送）
- あぶないお正月（2015年1月1日、北陸放送）
- 達洋・まさひこのアディショナルタイム（2012年10月 - 2019年12月28日、北陸放送）
- 竜香のあぶない8時（2019年3月4日 - 2020年12月28日、北陸放送）
- 石川まるごと応援団 VIVA!すぽると（2020年1月4日 - 2021年3月27日、北陸放送）